# Le dodici domande
Le dodici domande è il primo romanzo dello scrittore indiano Vikas Swarup. Ambientato in India, narra la storia di Ram Mohammad Thomas, un giovane cameriere che diviene il più grande vincitore di quiz della storia, per poi venire imprigionato con l'accusa (ma senza alcuna prova) di truffa. Nel 2008, il libro è stato adattato come soggetto per il film The Millionaire vincitore di otto premi Oscar.

## Ispirazione
L'idea da cui scaturì la storia venne innescata da un articolo di un giornale locale sui bambini che vivono nelle baraccopoli indiane utilizzando i telefoni cellulari e internet, indicando il crollo delle barriere di classe. Allo stesso tempo, un maggiore inglese, Charles Ingram, è accusato e riconosciuto colpevole di truffa nella versione inglese dello show televisivo Chi vuol essere milionario?.
Per citare Swarup: "Se un maggiore dell'esercito britannico può essere accusato di barare, anche un ragazzo ignorante proveniente dal più grande slum del mondo può sicuramente essere accusato di barare".

## Premi
Il romanzo Q & A (titolo originale del libro in lingua inglese) ha vinto in Sud Africa il Boeke Prize nel 2006. Ottenne la nomination al Best First Book dal Commonwealth Writers' Prize e vinse il Prix Grand Public nel 2007 alla Fiera del libro di Parigi.
L'opera è stata tradotta in 42 lingue, e fra queste in francese, tedesco, italiano, olandese, danese, spagnolo, greco, romeno, finlandese, sloveno, croato, turco, islandese, cinese, polacco, russo, norvegese, svedese, bulgaro, serbo, hindi, gujarati, marathi, punjabi, tamil, singalese, indonesiano, thailandese, giapponese, ebraico e portoghese.